# Massimo Scolari
Pour les articles homonymes, voir Scolari.
Massimo Scolari (né le 31 mars 1943 à Novi Ligure, dans la province d'Alexandrie, au Piémont) est un architecte, peintre et designer italien.

## Biographie
Massimo Scolari obtient sa maîtrise en architecture à Milan en 1969; en 1973 il est professeur d’histoire de l’architecture à Palerme et de dessin à l’Istituto Universitario di Architettura di Venezia (IUAV).
En 1983 il gagne le concours pour associé et en 1986 celui pour ordinaire. Entre 1975 et 1993 il est Visiting Professor dans plusieurs universités parmi lesquelles : université Cornell, Cooper Union N.Y., Institute for Architecture and Urban Studies N.Y., Technische Universität Vienne, université Harvard, Cambridge. Rédacteur de Controspazio, Casabella, Lotus International, directeur de Eidos (1989-1995) et de la collection d’architecture de Franco Angeli (1973-1988).
Depuis 1989 il conçoit des meubles pour Giorgetti, dont il a été directeur artistique jusqu’en 2001. Il a exposé en Europe, Japon, Russie et États-Unis. Ses œuvres figurent dans les collections permanentes du MoMA (N.Y.), du Téhéran Museum of Contemporary Art, du Deutsches Architektur Museum (Francfort) et du Centre Pompidou (Paris),.
Il a réalisé des installations à la Biennale de Venise en 1980, 1984, 1991, 1996, 2004 ainsi qu’à la Triennale de Milan de 1973 et 1986. En 2001 il a démissionné de l’université.  Ses travaux sur la représentation ont été publiés par Marsilio dans Il disegno obliquo (2005).
En 2007 Skira a édité une monographie à l’occasion de son exposition personnelle au Musée Civique de Riva del Garda. Il vit à Venise.